# Quartiere Savena
Sàvena (Sèvna in bolognese) è un quartiere del comune di Bologna, che prende il nome dall'omonimo torrente che scorre nel territorio e ne segna il confine con la città di San Lazzaro di Savena. È il meno esteso e il meno popoloso dei sei quartieri bolognesi.

## Geografia fisica
Il quartiere si estende nella periferia bolognese sudorientale e verso est è delimitato geograficamente dal corso del Savena, che per larghi tratti ne segna il confine. La parte sudoccidentale del quartiere è di natura collinare (comprendente rilievi quali Monte Donato, Monte Jola o Colle Bellaria), che digrada fino a diventare pianura nella parte nordorientale.

### Giardini e parchi pubblici
All'interno del quartiere sono presenti numerosi parchi e giardini pubblici, tra i quali i più grandi sono il Parco del Paleotto, il Parco di Forte Bandiera, il Parco dei Cedri e il Giardino N. Luccarini – W. Anders.
Parco Carlo Urbani
Parco di lungofiume intitolato al medico Carlo Urbani.
Parco dei Cedri
Parco di lungofiume posto al confine con San Lazzaro, caratterizzato da vasti prati. Completato nel 1982, è caratterizzato da specie arboree sempreverdi tra cui i cedri che ne danno il nome.
Parco di Forte Bandiera
Parco collinare esteso su 16 ettari che ha preservato gli aspetti tradizionali del paesaggio campestre, come i prati interrotti da filari di alberi e piccole zone boschive. Prende il nome da una fortificazione ora non più esistente facente parte del campo trincerato che circondava la città nell'Ottocento. Tra gli anni Sessanta e Settanta del XX secolo i terreni sono stati acquisiti dal comune per formare l'attuale parco. È conosciuto anche come Parco di Monte Donato dal nome del rilievo collinare su cui è posto.
Parco del Paleotto
Situato al confine sud del comune, nei pressi di Rastignano, è un parco di fondovalle posto sul versante sinistro del Savena. Esteso su 21 ettari di superficie, presenta zone boschive sul lungofiume e aree un tempo coltivate di cui è rimasta l'impronta nel paesaggio.

## Storia

### Antichità
Il territorio del quartiere Savena è attraversato da due importanti ed antiche strade, la via Emilia (che oggi assume i nomi di via Mazzini, via Emilia Levante e via Giuseppe Dozza) e la strada della Futa (con il nome di via Toscana), lungo le quali si concentrarono gli insediamenti più antichi.

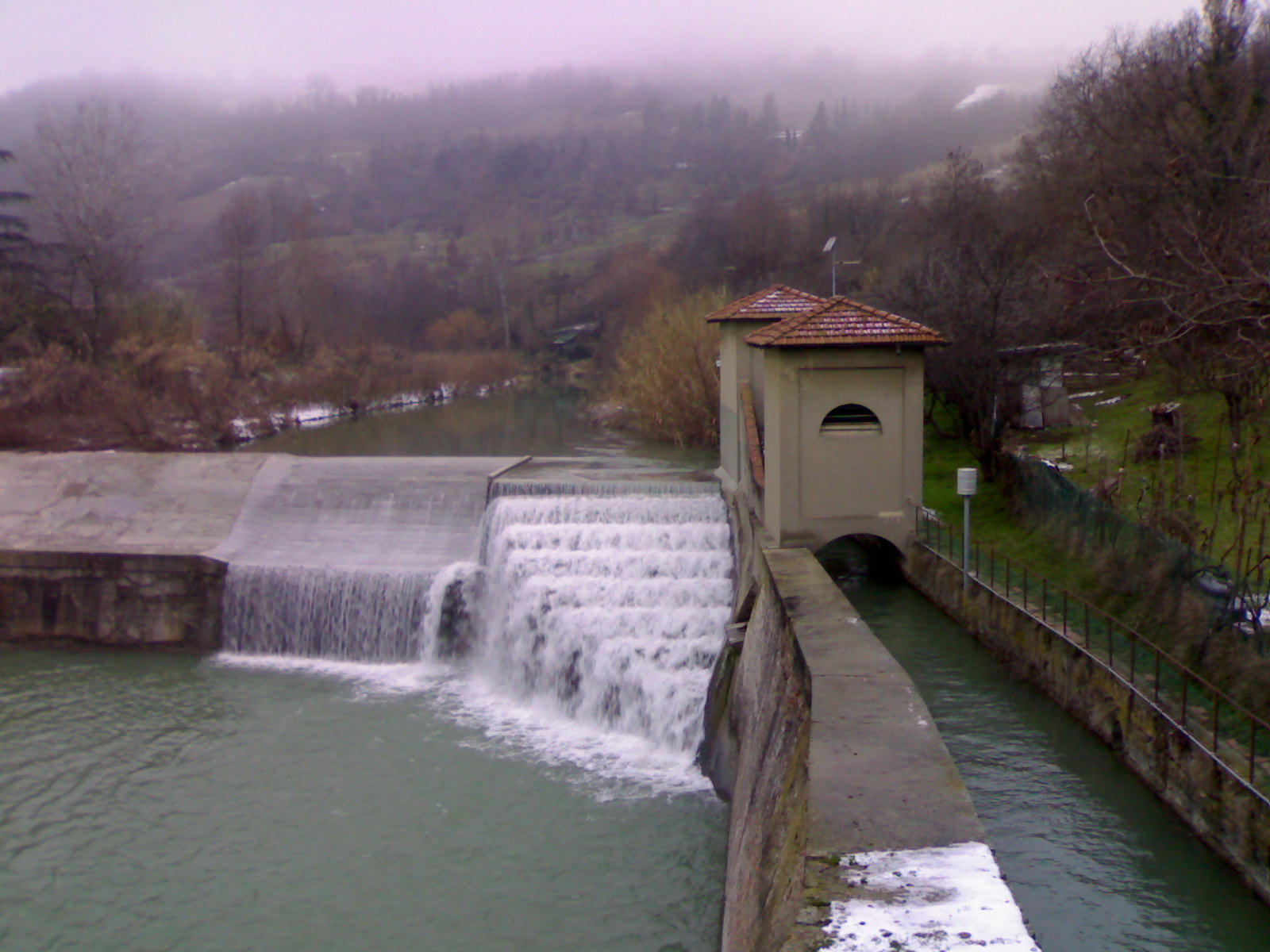
Chiusa di San Ruffillo (1221)

Di costruzione romana era il ponte della via Emilia sull'antico corso del torrente Savena, ponte poi demolito agli inizi del XIX secolo, attorno al quale crebbe l'attuale rione Pontevecchio.

### Medioevo
Risale al 1122 la dedicazione della chiesa di Santa Maria Annunziata di Fossolo (a nord della Via Emilia), mentre sempre nel XII secolo è attestato un edificio parrocchiale a San Ruffillo (lungo la strada per la Toscana).
Nel 1221 fu edificata la chiusa di San Ruffillo che dà origine al Canale di Savena, lungo il quale sorsero numerosi mulini come quello della Foscherara e il Molino Parisio. Il percorso del Canale attraversa da sud a nord il territorio del quartiere.

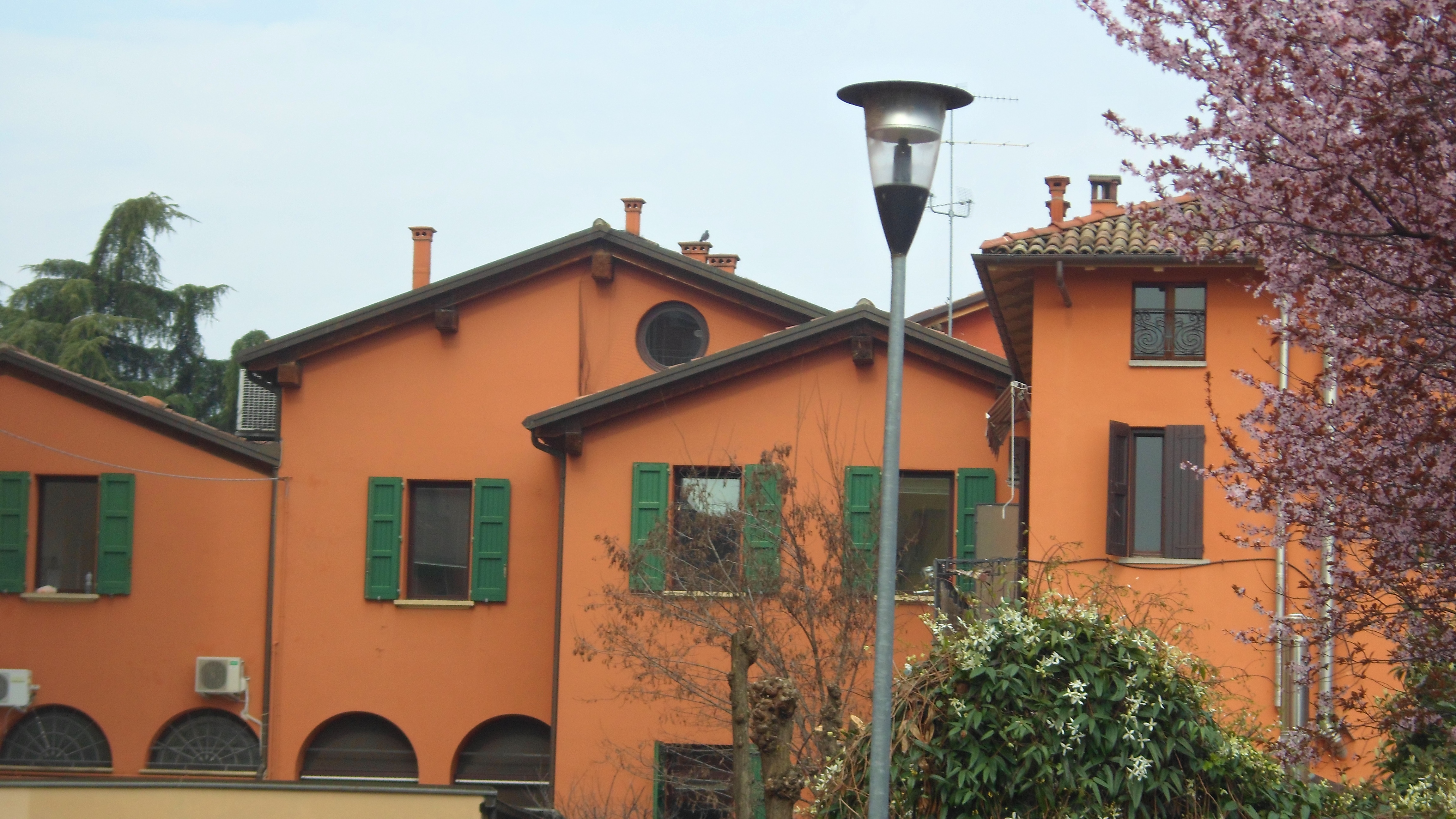
Complesso del mulino Parisio

### Età moderna
Con l'avvento del governo pontificio di Bologna, sono numerose le famiglie senatorie o benestanti che edificarono nella campagna fuori porta Maggiore e fuori porta Santo Stefano le loro ville suburbane. Proprio attorno ad alcune di queste ville, come la Aldrovandi-Mazzacorati, la Bellaria, l'attuale Riccitelli e la Brizzi-Nuccorini alla Ponticella, crebbero alcuni insediamenti abitativi.
Nel 1776 il governo pontificio, per risolvere l'ormai ingestibile situazione delle piene a valle di Bologna, decise di deviare il corso del torrente Savena, che proprio dalle vicinanze di villa Bell'Aria fu convogliato nel corso del rio Polo e fatto immettere nell'Idice. A causa dell'estinzione del fiume che da sempre l'attraversava, la morfologia del territorio fu cambiata notevolmente: il ponte romano sulla via Emilia divenne inutile (e fu poi abbattuto), mentre intorno al canale di scolo che seguiva l'antico corso del Savena - detto Cavedone - sorse un nuovo insediamento rurale.

### Età contemporanea
Nel 1861 venne inaugurato il primo tratto della Ferrovia Bologna-Ancona, costruito su impulso del governo pontificio e che tuttora delimita a Nord il territorio del quartiere. Nel 1913 vennero iniziati i lavori della Ferrovia direttissima per Firenze, che percorre il quartiere Savena da nord a sud e lungo la quale sorse dal 1934 la Stazione di Bologna San Ruffillo.
Durante la seconda guerra mondiale, il quartiere - specialmente il rione Pontevecchio - fu teatro di numerose agitazioni operaie e attività partigiane antifasciste. Diversi furono negli anni '40 gli scioperi, i boicottaggi e le manifestazioni organizzate da braccianti e operai impiegati nelle fabbriche che erano nate nella zona (tra cui il calzaturificio Montanari e le officine OMA), mentre molti altri residenti della zona si unirono alle brigate partigiane cittadine 1ª "Irma Bandiera" e 7ª GAP "Gianni", ma anche alle divisioni Garibaldi "Belluno" e "Nannetti". Diverse lapidi ricordano tuttora i patrioti caduti e dispersi legati al quartiere (via Oretti, via Pontevecchio, piazza Belluno, via Longo, piazzale della stazione di San Ruffillo). La stazione di San Ruffillo, che a seguito della firma dell'armistizio era diventata un punto di incontro per la Resistenza locale, fu teatro dell'eccidio di San Ruffillo, quando i militari delle SS assassinarono, fra il 10 febbraio e il 16 marzo 1945, almeno 94 detenuti politici reclusi nel carcere di San Giovanni in Monte.
Il XX secolo è stato il periodo di massima trasformazione per il territorio del quartiere Savena, che è mutato da agricolo ad urbano: agli inizi del secolo l'urbanizzazione aveva toccato per lo più i rioni Pontevecchio, Parisio e San Ruffillo, con un tessuto prevalentemente fatto di villette e case di piccole dimensioni. Gli anni cinquanta, sessanta e settanta hanno invece visto un'urbanizzazione su vasta scala e con edifici di grandi dimensioni, la cui espansione ha completamente soppiantato l'impianto rurale preesistente. A tale crescita hanno contribuito decisivamente i flussi migratori che hanno caratterizzato il secondo dopoguerra, ai quali si fece fronte attraverso piani PEEP per l'edilizia popolare e realizzazioni curate dalle cooperative edificatrici.
Nel 1964 l'amministrazione comunale di Bologna istituì come proprie circoscrizioni di decentramento i Quartieri Mazzini e San Ruffillo, che nel 1985 vennero fusi nell'unico ed attuale quartiere Savena.
Nel 1996 iniziarono in località San Ruffillo i lavori per la costruzione Ferrovia ad alta velocità per Firenze, e nel 2013 ha aperto la seconda stazione ferroviaria nel territorio del quartiere: la Stazione di Bologna Mazzini, lungo la già esistente ferrovia Direttissima, circa due chilometri più a nord della Stazione di San Ruffillo.

## Società

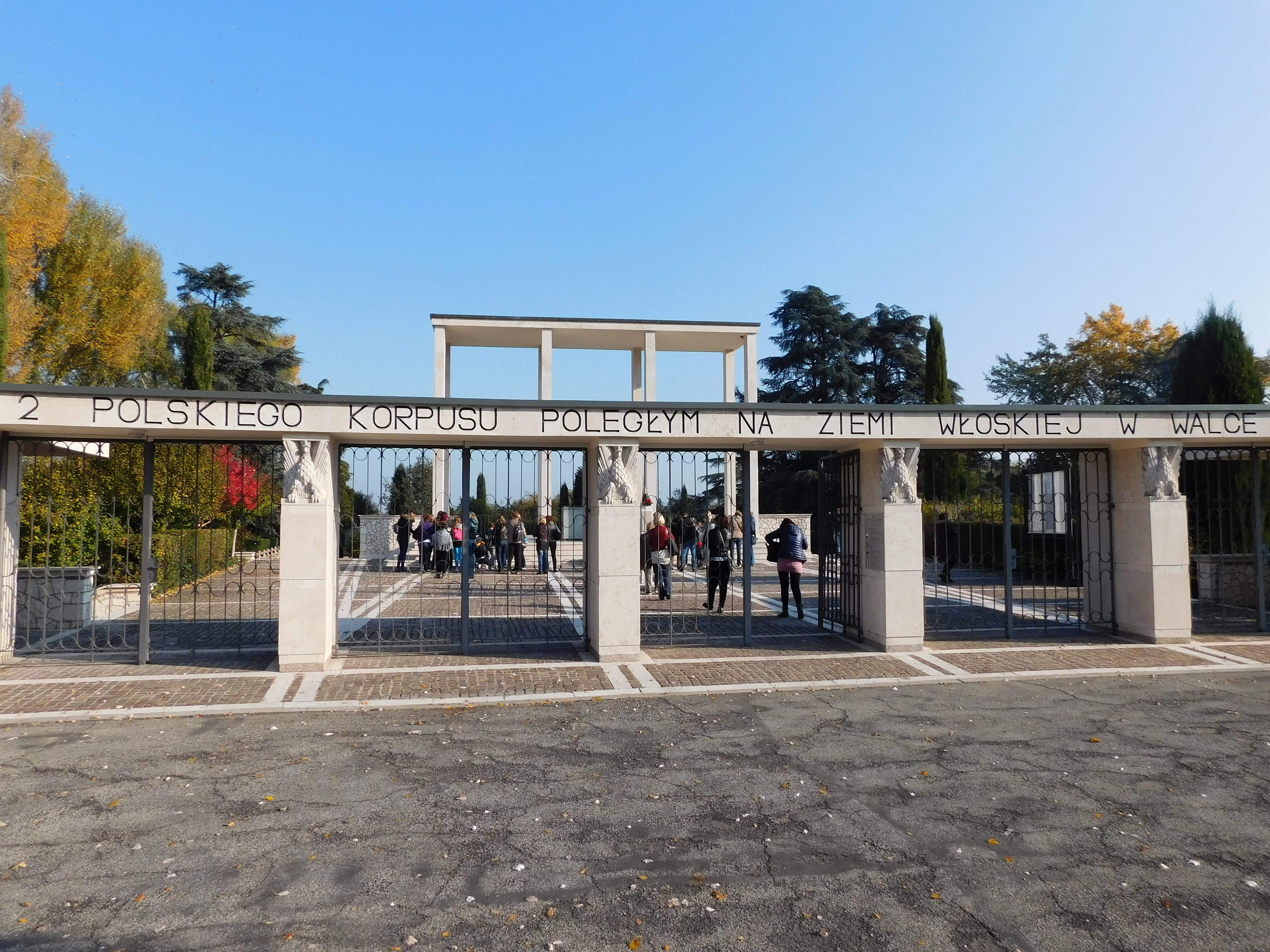
Cimitero militare polacco

### Evoluzione demografica
abitanti censiti

### Enti e istituzioni
Nel quartiere è presente l'Ospedale Bellaria, posto sulle prime alture sopra la città.
Sulla via Emilia Levante, verso il confine con San Lazzaro, è posto il Cimitero militare polacco, che ospita i caduti del II Corpo polacco impegnati nella Liberazione di Bologna.

## Cultura

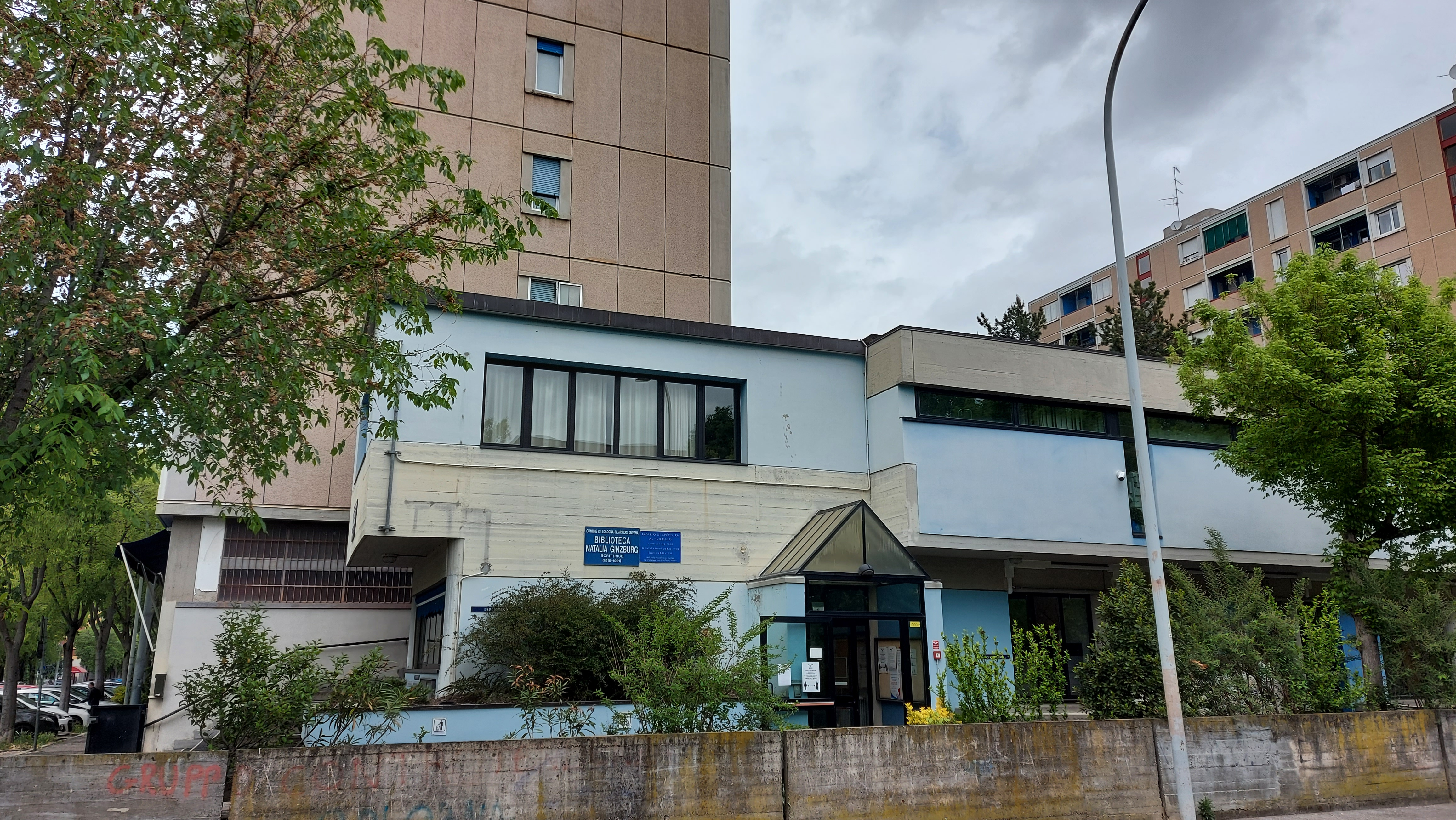
La biblioteca Natalia Ginzburg in via Genova

### Biblioteche
La biblioteca di quartiere è intitolata a Natalia Ginzburg e si trova in zona Mazzini.

### Istruzione
Nel quartiere si trova l'Istituto di Istruzione Superiore Manfredi - Tanari, nato nel 2000 dalla fusione dell'istituto tecnico commerciale Tanari con l'istituto professionale Manfredi, quest'ultimo fondato nel 1861.

### Musei
Nel quartiere hanno sede due musei: il Museo storico del soldatino "M. Massacesi" presso Villa Aldrovandi Mazzacorati, e il Museo memoriale della Libertà.

## Geografia antropica
Il quartiere è suddiviso nelle due zone statistiche Mazzini e San Ruffillo, corrispondenti ai vecchi quartieri in vigore tra il 1962 e il 1985. Le due zone sono ripartite a loro volta in più aree:
| Aree statistiche Savena | Aree statistiche Savena | Aree statistiche Savena | Aree statistiche Savena  |
| Mazzini                 | Mazzini                 | San Ruffillo            | San Ruffillo             |
| ----------------------- | ----------------------- | ----------------------- | ------------------------ |
| 79                      | Fossolo                 | 87                      | Monte Donato             |
| 80                      | Due Madonne             | 88                      | Via Toscana              |
| 81                      | Lungo Savena            | 89                      | Corelli                  |
| 82                      | Pontevecchio            | 90                      | Ponte Savena - La Bastia |
| 83                      | Bitone                  |                         |                          |
| 84                      | Cavedone                |                         |                          |
| 85                      | Via Arno                |                         |                          |
| 86                      | Ospedale Bellaria       |                         |                          |

## Infrastrutture e trasporti

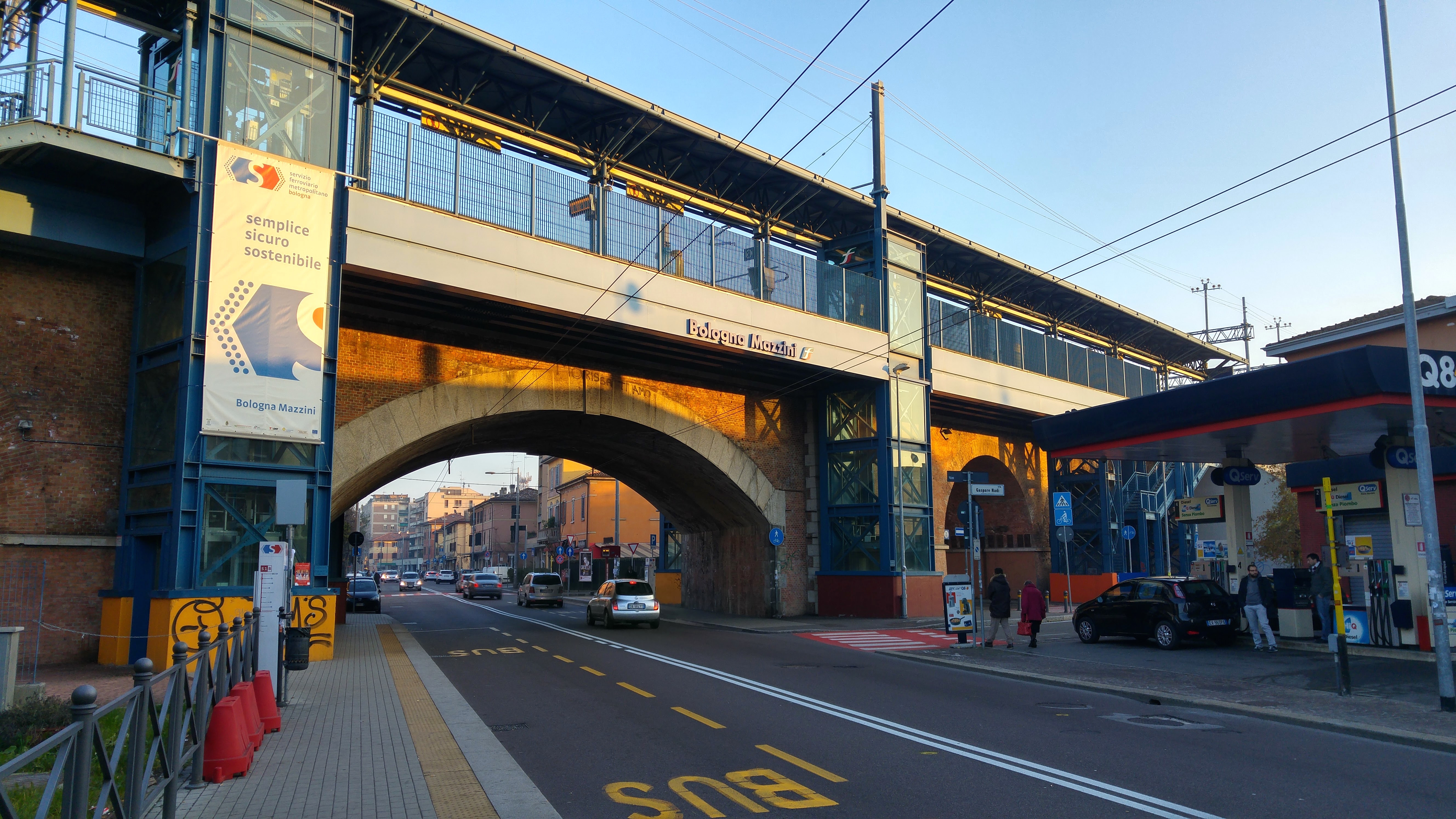
Stazione Mazzini sulla linea S1B del Servizio ferroviario metropolitano

### Strade
Il quartiere è servito dalla Tangenziale di Bologna tramite le uscite 11 San Vitale, 11 bis Castenaso e 12 Mazzini.

### Ferrovie
Il quartiere è servito dal servizio ferroviario metropolitano di Bologna con le seguenti stazioni:
- S1B Bologna San Ruffillo, Bologna Mazzini

## Amministrazione
Segue l'elenco di coloro che hanno presieduto i Consigli dei Quartieri Mazzini, San Ruffillo ed infine Savena. Fino al 1975 il presidente era un Aggiunto del Sindaco, nominato da quest'ultimo sulla base di un accordo nel Consiglio comunale bolognese. A partire dal 1975 il Presidente del quartiere è eletto direttamente dal Consiglio circoscrizionale.
| Presidenti di Quartiere | Presidenti di Quartiere | Presidenti di Quartiere | Presidenti di Quartiere |
| ----------------------- | ----------------------- | ----------------------- | ----------------------- |
| Periodo                 | Presidente              | Lista                   | Note                    |
| 1985 - 1995             | Franco Sisto Malagrinò  | PSI                     | [ senza fonte ]         |
| 1995 - 2004             | Virginio Merola         | PDS/DS                  | [ senza fonte ]         |
| 2004 - 2016             | Virginia Gieri          | DL/PD                   | [ senza fonte ] [ 26 ]  |
| 2016 - in carica        | Marzia Benassi          | PD                      | [ 27 ]                  |

## Sport
Nel quartiere si trova lo stadio del baseball Gianni Falchi, dove gioca le partite casalinghe la Fortitudo Baseball Bologna.

## Galleria d'immagini

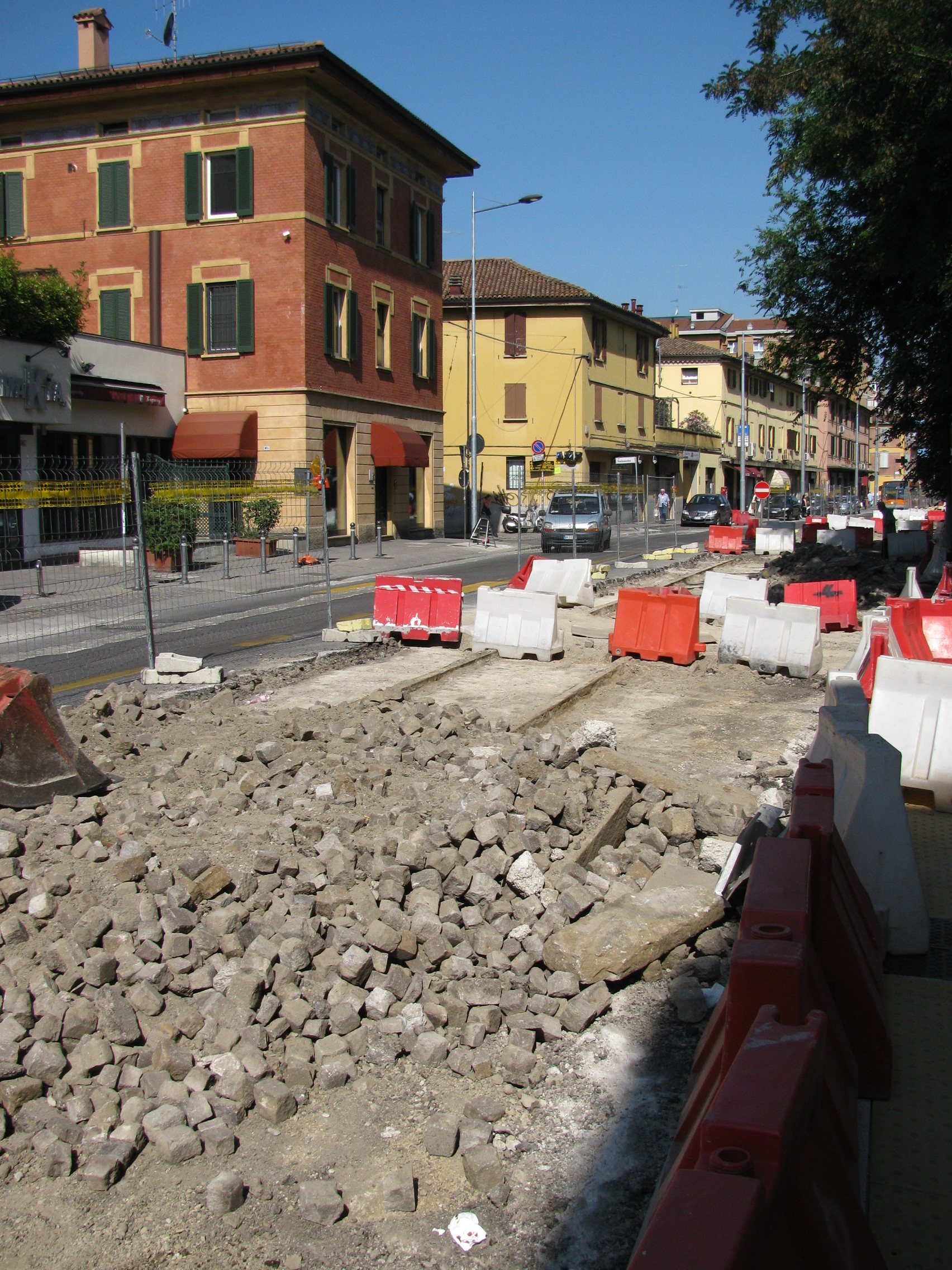
I lavori in via Emilia Levante, zona Pontevecchio (2011), riportano in luce la pavimentazione novecentesca in porfido con le rotaie del tram.
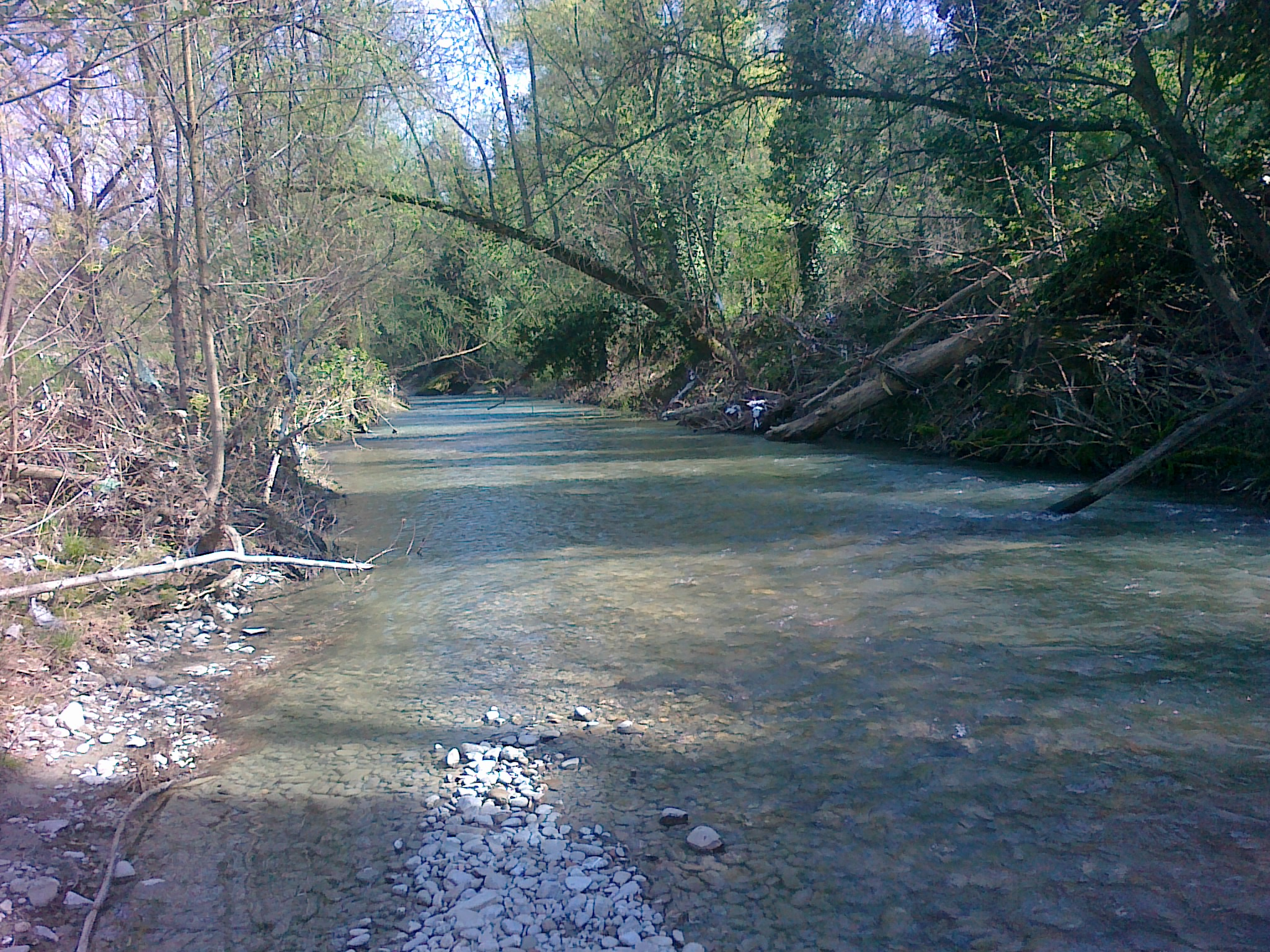
Il torrente Savena presso il Parco dei cedri.
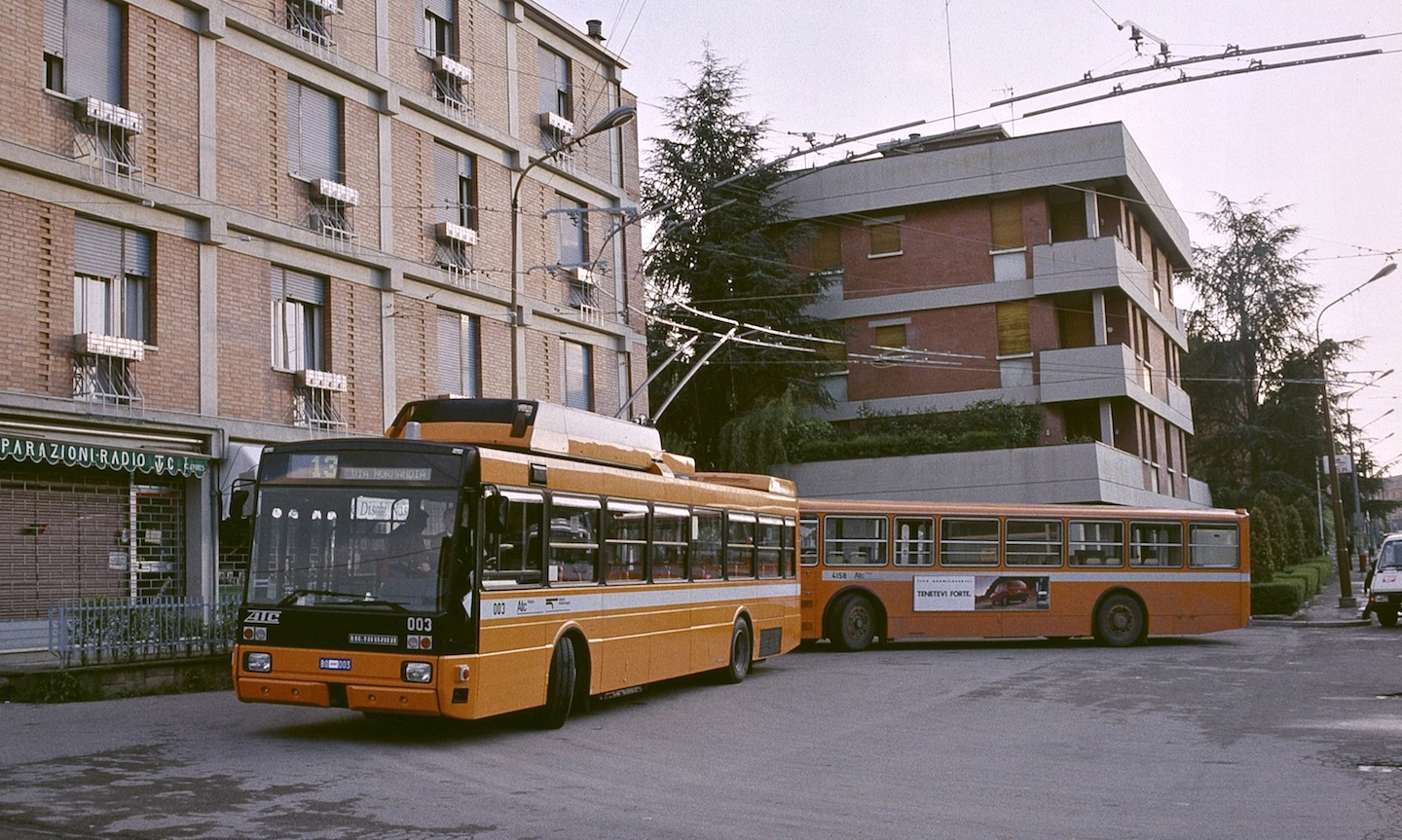
Bus fermo al capolinea "Ponte Savena" a San Ruffillo nel 1991